# هيرفيه كلود
هيرفيه كلود (بالفرنسية: Hervé Claude)‏ هو صحفي ومذيع أخبار فرنسي، ولد في 19 نوفمبر 1945 في باريس في فرنسا.